# Sweeney Todd - den djævelske barber fra Fleet Street (musical)
Sweeney Todd, Den Djævelske Barber fra Fleet Street (Original titel: Sweeney Todd, The Demon Barber of Fleet Street) er en musical fra 1979, som har vundet Tony Awards. Librettoen er skrevet af Hugh Wheeler, og musik og tekster er skrevet af Stephen Sondheim. Musicalen er baseret på den fiktive figur fra det 19. århundrede, Sweeney Todd.
Musicalen er blevet filmatiseret flere gange, herunder i en film fra 2007 instrueret af Tim Burton med Johnny Depp i hovedrollen.
| Kunst og kultur | Spire Denne artikel om scenekunst og teater er en spire som bør udbygges. Du er velkommen til at hjælpe Wikipedia ved at udvide den. |